# Svidník
Svidník es la capital del distrito de Svidník en la región de Prešov, Eslovaquia, con una población estimada a final del año 2024 de 9647 habitantes.
Se encuentra ubicada en el centro-norte de la región, cerca del río Ondava (cuenca hidrográfica del río Tisza) y de la frontera con  Polonia.

## Demografía
| Año        | 1994   | 2004    | 2014    | 2024     |
| ---------- | ------ | ------- | ------- | -------- |
| Población  | 12 590 | 12 354  | 11 337  | 9647     |
| Diferencia |        | −1,87 % | −8,23 % | −14,90 % |

| Año        | 2023 | 2024    |
| ---------- | ---- | ------- |
| Población  | 9770 | 9647    |
| Diferencia |      | −1,25 % |